# Pfarrkirche Leonding

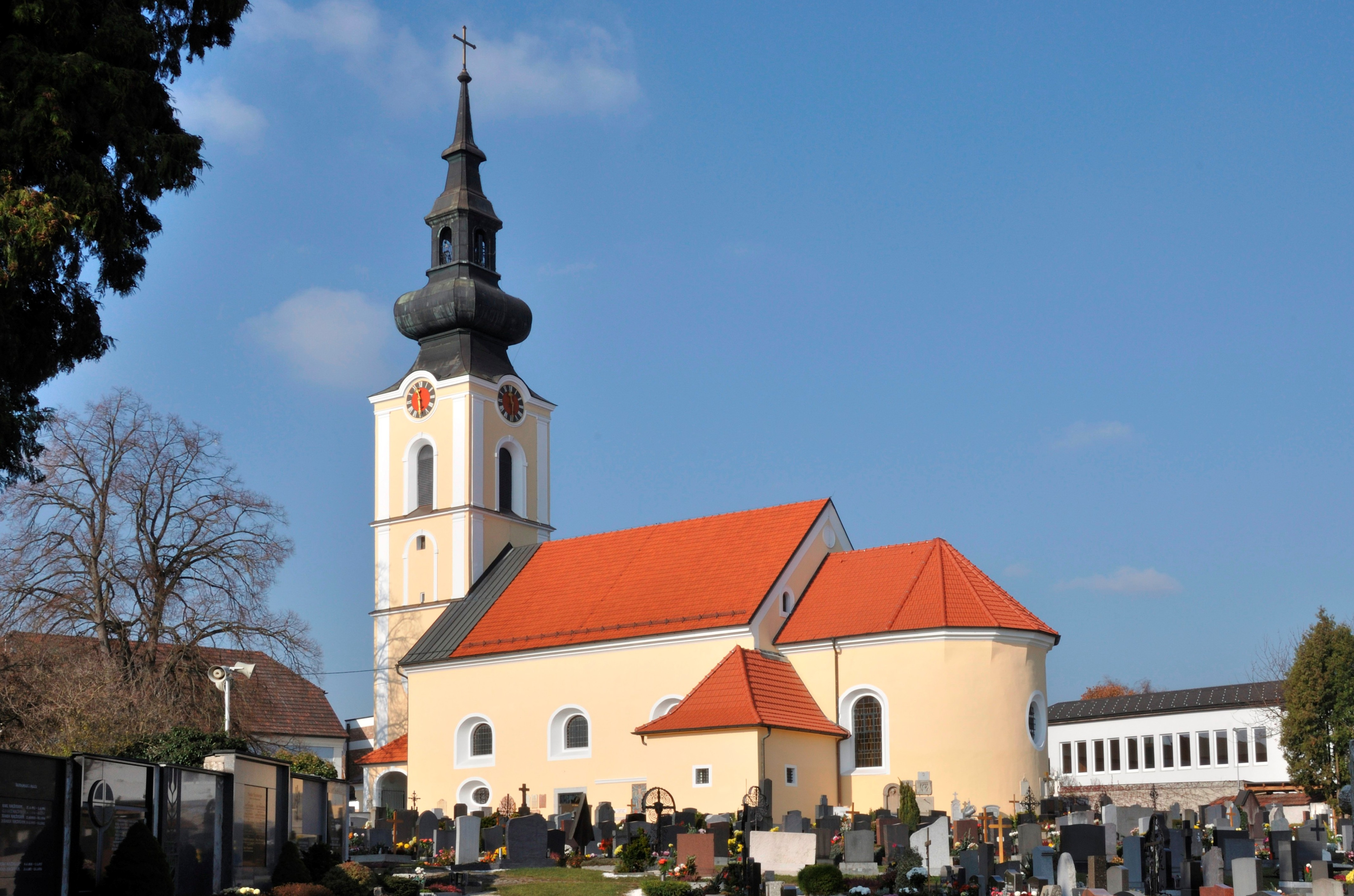
Pfarrkirche hl. Michael in Leonding

Die Pfarrkirche Leonding steht im Ort Leonding in der Stadtgemeinde Leonding in Oberösterreich. Die römisch-katholische Pfarrkirche hl. Michael gehört zum Dekanat Traun in der Diözese Linz. Die Kirche, der Kirchhof, der Friedhof und das Kriegerdenkmal stehen unter Denkmalschutz (Listeneintrag).

## Geschichte
Die Kirche wurde 1234 urkundlich genannt. Die einfache im Kern gotische Kirche wurde um die Mitte des 17. Jahrhunderts umgebaut. Die Kirche wurde 1951 restauriert.

## Architektur
Das einschiffige dreijochige Langhaus hat ein Stichkappentonnengewölbe. Der eingezogene einjochige Chor mit einem Dreiachtelschluss hat ein Kreuzgewölbe. Der Westturm hat eine Turmhalle mit einem spätgotischen profilierten Portal und zeigt südseitig vermutlich romanische figurale Bruchstücke und trägt einen Zwiebelhelm.

## Ausstattung
Der barocke Hochaltar aus dem zweiten Viertel des 18. Jahrhunderts hat einen Tabernakel und zeigt das Hochaltarbild hl. Michael aus dem dritten Drittel des 18. Jahrhunderts aus der Maulbertsch-Schule. Der rechte Seitenaltar Heiliges Kreuz trägt eine figurale Gruppe der Kreuzabnahme in der Art nach Daniele da Volterra vielleicht von einem Schwanthaler. Der linke Seitenaltar trägt einen Tabernakel im Stil des Rokoko. Die Kanzel hat einen spätgotischen Fuß.
Es gibt eine Glocke aus 1524.